# Еллі Аппел-Вессіс
Еллі Аппел-Вессіс (нід. Elly Appel-Vessies; 27 липня 1952 — 16 липня 2022) — колишня нідерландська тенісистка.
Здобула 1 одиночний титул.
Найвищим досягненням на турнірах Великого шолома був чвертьфінал в парному розряді.
Завершила кар'єру 1982 року.

## Фінали за кар'єру

### Одиночний розряд: 1 (1 перемога)
| Результат | Дата     | Турнір       | Покриття | Суперниця      | Рахунок       |
| --------- | -------- | ------------ | -------- | -------------- | ------------- |
| Перемога  | Лип 1978 | Swedish Open | Ґрунт    | Сільвія Ганіка | 2–6, 6–4, 6–2 |

### Парний розряд: 1 (1 поразка)
| Результат | Дата     | Турнір         | Покриття | Партнерка       | Суперниці                | Рахунок  |
| --------- | -------- | -------------- | -------- | --------------- | ------------------------ | -------- |
| Поразка   | Лип 1979 | Gastein Ladies | Ґрунт    | Вірджинія Рузіч | Гелена Анліот Даян Еверс | 0–6, 4–6 |